# Rhodopechys
Rhodopechys Cabanis, 1851 è un genere di uccelli passeriformi della famiglia dei Fringillidi.

## Etimologia
Il nome scientifico del genere, Rhodopechys, deriva dall'unione delle parole greche ῥοδον (rhodon, "rosa") e πηχυς (pēkhys/pēkhus, "avambraccio"), col significato di "dalle braccia rosa", in riferimento al piumaggio dei maschi.

## Descrizione
Si tratta di uccelli lunghi 15–18 cm, dall'aspetto simile a quello dei fringuelli, muniti di becco conico e piuttosto robusto e di un piccolo ciuffo erettile sul vertice. Il piumaggio è bruno su tutto il corpo, con le singole penne orlate di bruno scuro o nero a dare un aspetto variegato: caratteristica peculiare dei maschi (che dà il nome al genere) è la presenza di un inusuale colore rosa particolarmente evidente sulle ali, ma presente anche su codione e faccia.

## Biologia
I trombettieri alirosa sono uccelli dalle abitudini diurne, che possono riunirsi anche in stormi all'infuori del periodo riproduttivo: si tratta di uccelli granivori e monogami (a dispetto del dicromatismo sessuale), coi due sessi che collaborano nell'allevamento della prole.

## Distribuzione e habitat
Le due specie, come intuibile dai rispettivi nomi comune, sono diffuse rispettivamente in Nordafrica (trombettiere alirosa africano) e in Asia occidentale (trombettiere alirosa asiatico): il loro habitat è rappresentato dalle zone collinari e pedemontane rocciose semidesertiche, con presenza di vegetazione sparsa e di fonti d'acqua dolce nelle vicinanze.

## Tassonomia
Al genere vengono ascritte due specie:
- Rhodopechys sanguineus (Gould, 1838) - trombettiere alirosa asiatico;
- Rhodopechys alienus Whitaker, 1897 - trombettiere alirosa africano;

Talvolta la specie africana viene considerata una sottospecie di quella asiatica, col nome di R. sanguineus alienus, sebbene le due popolazioni rappresentino due specie a sé stanti.

Spesso le due specie vengono inoltre classificate al femminile (R. sanguinea e R. aliena), tuttavia ne viene ritenuta iù corretta la declinazione al maschile.
Al genere venivano in passato ascritte anche le due specie di trombettieri del genere Bucanetes ed il trombettiere del deserto, attualmente considerate come facenti parte di taxa differenti (quest'ultimo in particolare addirittura vicino ai verdoni.
Il genere Rhodopechys si annida all'interno della tribù dei Pyrrhulini, nell'ambito della quale forma un clade con l'affine genere Bucanetes.